# Antoine Compagnon
Antoine Compagnon (Bruxelas, 20 de julho de 1950) professor de Literatura Francesa no Collège de France, Paris (2006–), e professor no Blanche W. Knopf de Literatura Francesa e Comparada na Universidade de Columbia, Nova York (1985 -).
Especialista em Marcel Proust, trabalha como professor, mas é também romancista e crítico literário.

## Obras publicadas no Brasil
- A era das cartas. Tradução de Laura Taddei Brandini. Belo Horizonte, MG: Editora da UFMG, 2019. 189p. ISBN  9788542302783
- Literatura para quê?. Tradução de Laura Taddei Brandini. Belo Horizonte, MG: Editora da UFMG, 2009. 57 p. ISBN  9788570417535 (broch.).
- O demônio da teoria: literatura e senso comum. Tradução de Cleonice Paes Barreto Mourão, Consuelo Fortes Santiago. Belo Horizonte, MG: Editora da UFMG, 1999, 2010. 292 p. (Humanitas). ISBN  9788570418319 (broch.).
- O trabalho da citação. Tradução de Cleonice P. B. Mourão.Belo Horizonte, MG: UFMG, 1996. 176 p. ISBN  9788585266110 (broch.). ["Edição reduzida de La seconde main ou le travail de la citation, de Antoine Compagnon, publicada pelas Édtions du Seuil, em 1979"].
- Os antimodernos: de Joseph de Maistre a Roland Barthes. Tradução de Laura Taddei Brandini. Belo Horizonte, MG: Editora UFMG, 2011. 573 p. (Humanitas). ISBN  9788570419125 (broch.).
- Os cinco paradoxos da modernidade. Tradução de Cleonice Paes Barreto Mourão, Consuelo Fortes Santiago, Eunice Dutra Galéry. Belo Horizonte, MG: Editora da UFMG, 1996, 2010. 145 p. (Humanitas). ISBN  9788570418340 (broch.).]
- Uma questão de disciplina: entrevistas com Jean-Baptiste Amadieu. Tradução de Laura Taddei Brandini. Belo Horizonte, MG: Editora UFMG, 2020. 245p. ISBN  9788542303155.
- Uma temporada com Montaigne. Tradução Rosemary Costhek Abilio. São Paulo: Editora WMF Martins Fontes, 2014. 168p. ISBN  978-85-7827-920-2

## Obras publicadas em francês

### Histórias
- Le Deuil antérieur, roman, Seuil, coll. Fiction et Cie, 1979.
- Ferragosto, récit, Flammarion, 1985
- La Classe de rhéto, Gallimard, 2012; Folio, 2014.
- L’Âge des lettres, Gallimard, 2015.

### Ensaios
- La Seconde Main ou le travail de la citation, Seuil, 1979.
- Nous, Michel de Montaigne, Seuil, 1980.
- La Troisième République des Lettres, Seuil, 1983.
- Proust entre deux siècles, Seuil, 1989, rééd. 2013.
- Les Cinq Paradoxes de la modernité, Seuil, 1990.
- Chat en poche : Montaigne et l’allégorie, Seuil, 1993.
- Connaissez-vous Brunetière ? Enquête sur un antidreyfusard et ses amis, Seuil, 1997.
- Le Démon de la théorie, Seuil, 1998.
- Baudelaire devant l’innombrable, PUPS, 2003.
- Les Antimodernes, de Joseph de Maistre à Roland Barthes, Gallimard, 2005, prix Pierre-Georges Castex de l'Académie des sciences morales et politiques, prix de la critique de l'Académie française.
- La Littérature, pour quoi faire ? Collège de France / Fayard, 2007.
- Le Cas Bernard Faÿ. Du Collège de France à l'indignité nationale, Gallimard, coll. « La Suite des temps », 2009.
- Un été avec Montaigne, France Inter / Éditions des Équateurs, 2013 (ISBN 978-2849902448)
- Une question de discipline, entrevistas com Jean-Baptiste Amadieu, Flammarion, 2013.
- Baudelaire l'irréductible, Flammarion, 2014.
- Un été avec Baudelaire, France Inter / Éditions des Équateurs, 2015.
- Le Collège de France. Cinq siècles de libre recherche, com Pierre Corvol et John Scheid, Gallimard, 2015.
- Petits Spleens numériques, Éditions des Équateurs, 2015.
- Hommage à Georges Blin, Collège de France, 2015.
- Les Chiffonniers de Paris, Paris (Gallimard, Bibliothèque illustrée des histoires), 2017 (ISBN 978-2-07-273514-1).
- Un été avec Pascal, Les Équateurs, 2020.

### Trabalhos coletivos
- De l'autorité. Colloque annuel du Collège de France, Odile Jacob, 2008.
- Proust: la mémoire et la littérature, Odile Jacob, 2009.
- Morales de Proust, em colaboração com Mariolina Bertini, Cahiers de Littérature française, no 9-10, 2010.
- 1966, annus mirabilis. Actes du séminaire donné au Collège de France, Fabula LhT,[3] no 11, 2013 e Acta fabula,[4] vol. 14, no 9, 2013.
- Swann le centenaire, en collaboration avec Kazuyoshi Yoshikawa et Matthieu Vernet, Hermann, 2013.

### Artigos (seleção)
- « Suis je romancier? », Études françaises, Vol. 33, No. 1, Primavera de 1997, pp. 65-81
- « MOOCS et vaches à lait », Le Débat, vol. 180, n. 3, 2014, p. 170-178
- « Le théorème de Thibaudet », Le Débat, vol. 191, n. 4, 2016, p. 155-164
- « Durkheim au Collège de France », L’Année sociologique, vol. 72, n.º 1, 2022, p. 13-22